# Eumig
Eumig (нім. «Elektrizitäts- und Metallwaren-Industrie-Gesellschaft m.b. H.") — австрійський виробник радіоприймачів, плівкових камер, проєкторів, магнітофонів і касетних магнітофонів.

## Історія

### Заснування
Компанію було засновано у 1919 році на вулиці Linke Wienzeile 86 у віденському районі Маріагільф Карлом Фокенгубером, Алоїсом Гандлєром та Адольфом Хальперном, які внесли основну частину фінансових ресурсів. Спочатку вони виготовляли запальнички з гільз патронів, коробочки для сигар, а також різні електротехнічні матеріали.
У 1921 році компанія переїхала на Hirschengasse 5. Eumig вже мав на той час 65 співробітників.

### Розвиток нових сфер бізнесу
У 1924 році Eumig почав виробляти радіоприймачі («Low Loss Detector Receiver» і «Eumig Baby»).
Адольф Хальперн, співзасновник компанії, покинув її у 1926 році.
У 1928 році Eumig почав розробку кінопристроїв.
Перший кінопроєктор для 16-мм плівок з'явився в 1931 році. Це був «Eumig P 1».
У 1932 році була представлена перша камера «Eumig C 1» для плівки шириною 9,5 мм.
У 1935 році Eumig почав виробництво камери «Eumig C 2» також для 9,5-мм плівки. Це була перша у світі кінокамера з напівавтоматичним контролем експозиції.
У 1935 році Eumig придбав компанію Panradio з 10-го району Відня (Buchengasse 11-13).
У 1937 році Eumig почав виготовляти кінокамери «Eumig C 3» (з пружинним механізмом), а також «Eumig C 4» (з електричним мотором). Загалом було виготовлено близько 300 тисяч камер серії С-3, а «C 4» була першою аматорською кінокамерою у світі з електромотором.

### З 1938 по 1945 роки

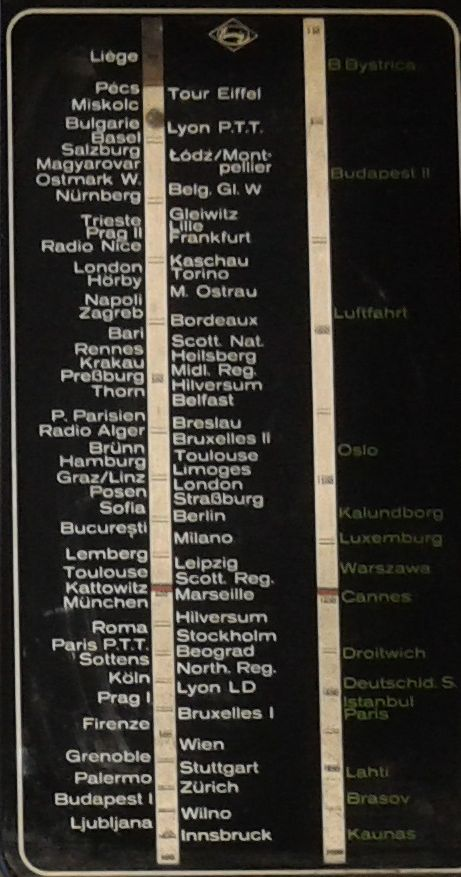
Шкала радіоприймача Eumig 329w (1939 рік). Програми на середніх хвилях позначено білим, а на довгих хвилях — зеленим кольором.

Після анексії Австрії в 1938 році Eumig почав виговляти заразом зі своїми власними моделями радіоприймаців також так званий Фольксемпфенгер («Народний радіопримач») типу VE 301 dyn і німецький малий радіоприймач (DKE 38), а також військову техніку у роки війни.
У 1941 році Eumig мав 1000 співробітників.
Віденська фабрика на Бухенгассе була пошкоджена в 1945 році через бомбардування Відня, але все обладнання було перевезене у філію в Міхельдорфі ще за рік до цього.

### З 1945 по 1981 роки
У 1951 році помер Карл Фокенгубер, а у 1960 році — Алоїс Гендлєр.
У 1951 році Eumig спробував виготовляти фотокамери і почав виробництво камери «Eumigetta» для плівки 6×6 см. Через два роки з'явився наступник цієї моделі — «Eumigetta 2». Пізніше, однак, виробництво фотокамер довелося призупинити.
У 1954 році компанія Eumig презентувала проєктор P8. Це був перший у світі проєктор для домашнього кіно з низьковольтною системою освітлення (12 вольт).

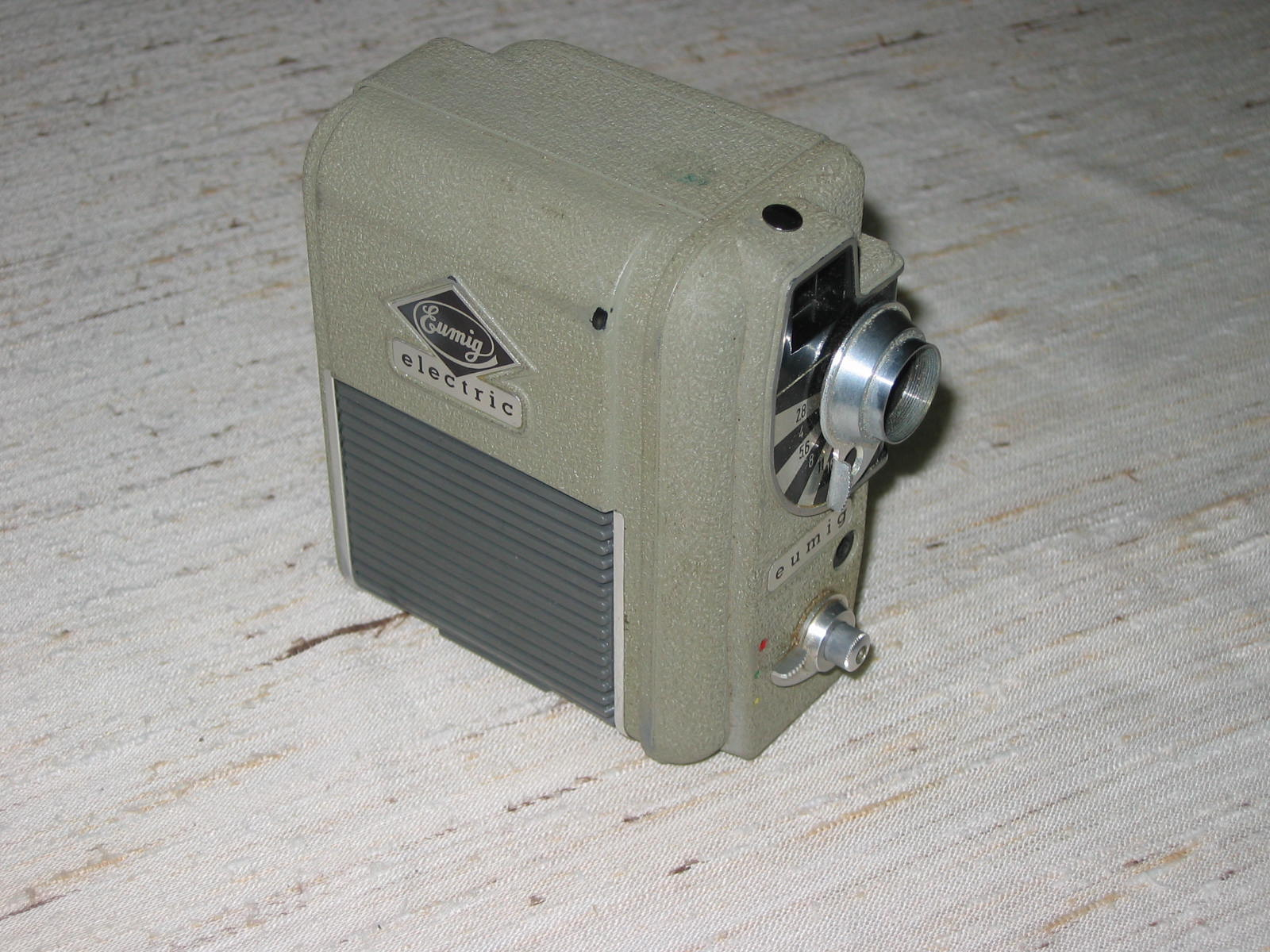
Кінокамера Eumig Electric (приблизно 1955 рік)

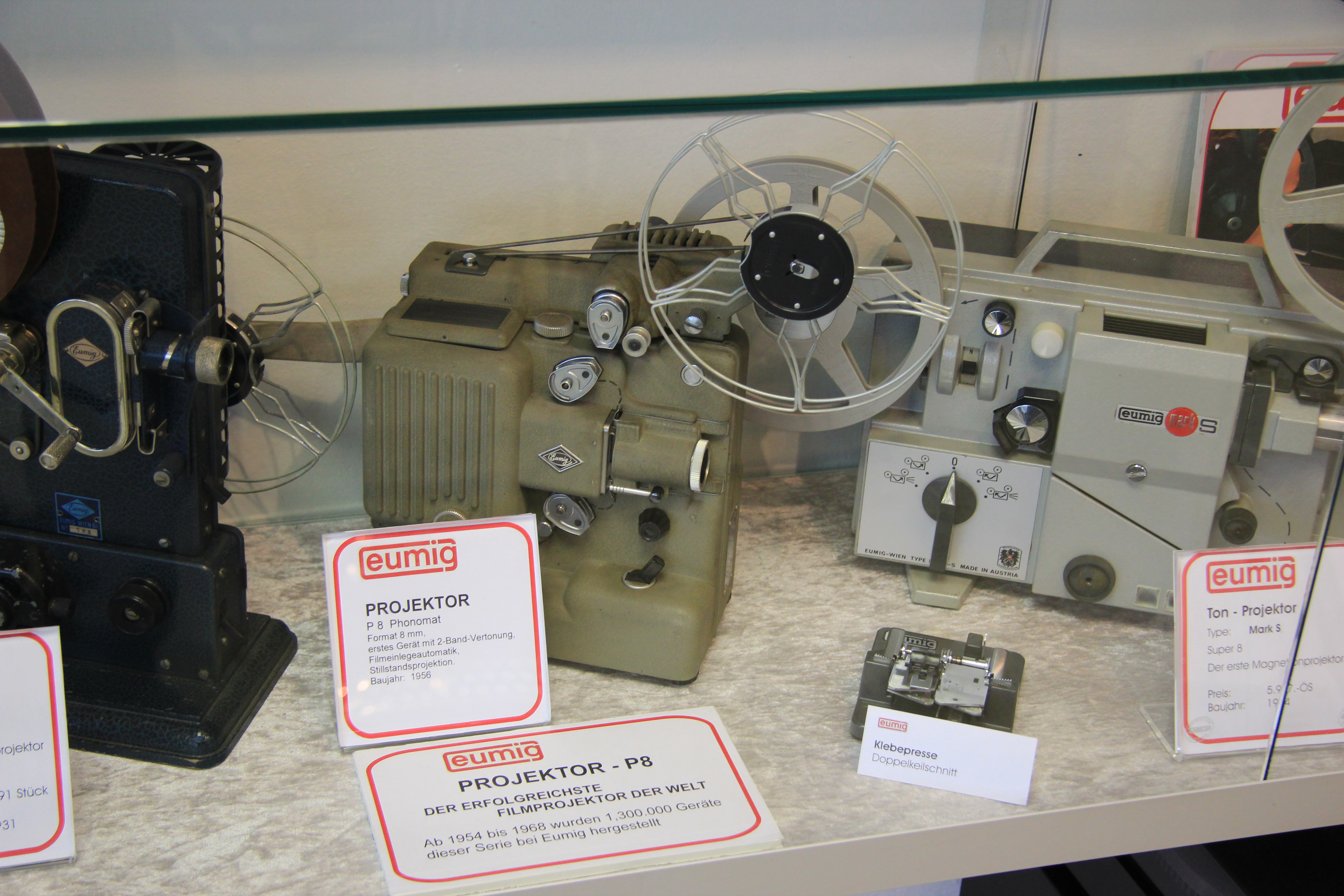
Кінопроєктор Eumig P 8 (1954 рік)

У 1955 році компанія Eumig почала виробництво свого найуспішнішого радіоприймача «Eumigette» (7 радіоламп для УКХ і СХ). Загалом було вироблено близько 500 000 штук цієї моделі.
У 1956 році у Вінер-Нойдорф був побудований новий завод за проєктом Освальда Гердтля. Також за ініціативою Карла Фокенгубера молодшого Eumig, перша фірма в Австрії, перейшла на 40-годинний робочий тиждень, впровадженню якого передували 6 тижнів тестування та опитування робітників.
У 1956 році також була показана C (amera) 16 для 16-мм плівки.
У 1958 році компанія отримала державну відзнаку і дозвіл на використання Австрійського федерального гербу в діловодстві.
Eumig мала 3000 співробітників у 1961 році.
У 1962 році виробництво радіоприймачів було припинено і продано HEA. Загалом Eumig виготовила більше 3 мільйонів радіоприймачів. Після цього компанія зосередилася на виробництві кінокамер і проєкторів. Виробництво знаходилося в Вінер Нойдорфі і Фюрстенфельді.
У 1965 році, після того як Kodak репрезентував плівку Super 8, Eumig розробила кінокамеру «Viennette Super-8» і проєктор «Mark M Super 8» та «Eumig Mark S Super-8» для Super 8 зі звуковою доріжкою. Тоді Eumig була єдиним європейським виробником з повним комплектом кінопристроїв для Super 8.
У 1969 році Eumig купила швейцарську компанію Bolex.
У 1971 році Eumig презентувала кінокамеру «Міні». Загалом було продано майже 500 000 штук камер цієї серії.
У 1973 році на ринок вийшов беззвучний проєктор «Mark 610 D» (який можна перемикати між звичайною плівкою 8 мм та Super 8). Цей проєктор також продавався під маркою Bolex 18-3 Duo і Revuelux 3003.

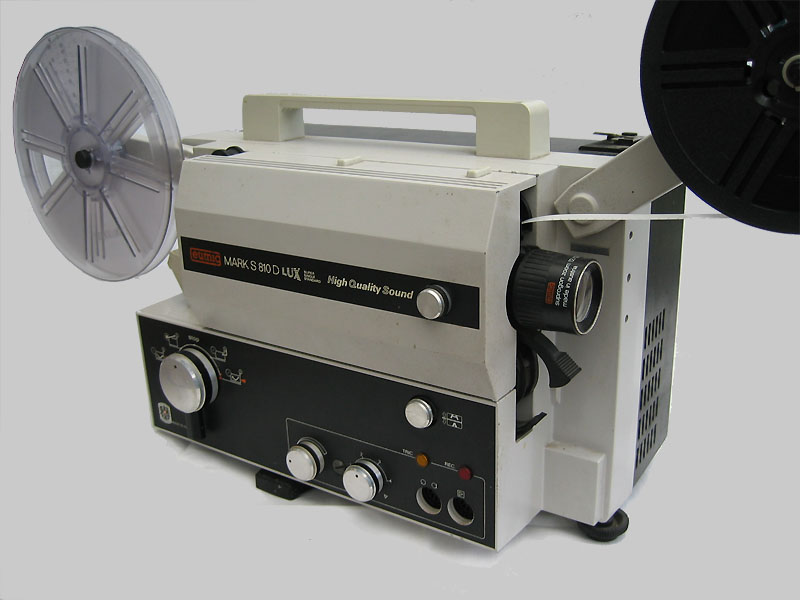
Кінопроєктор Eumig Mark S 810D LUX HQS (1974 рік)

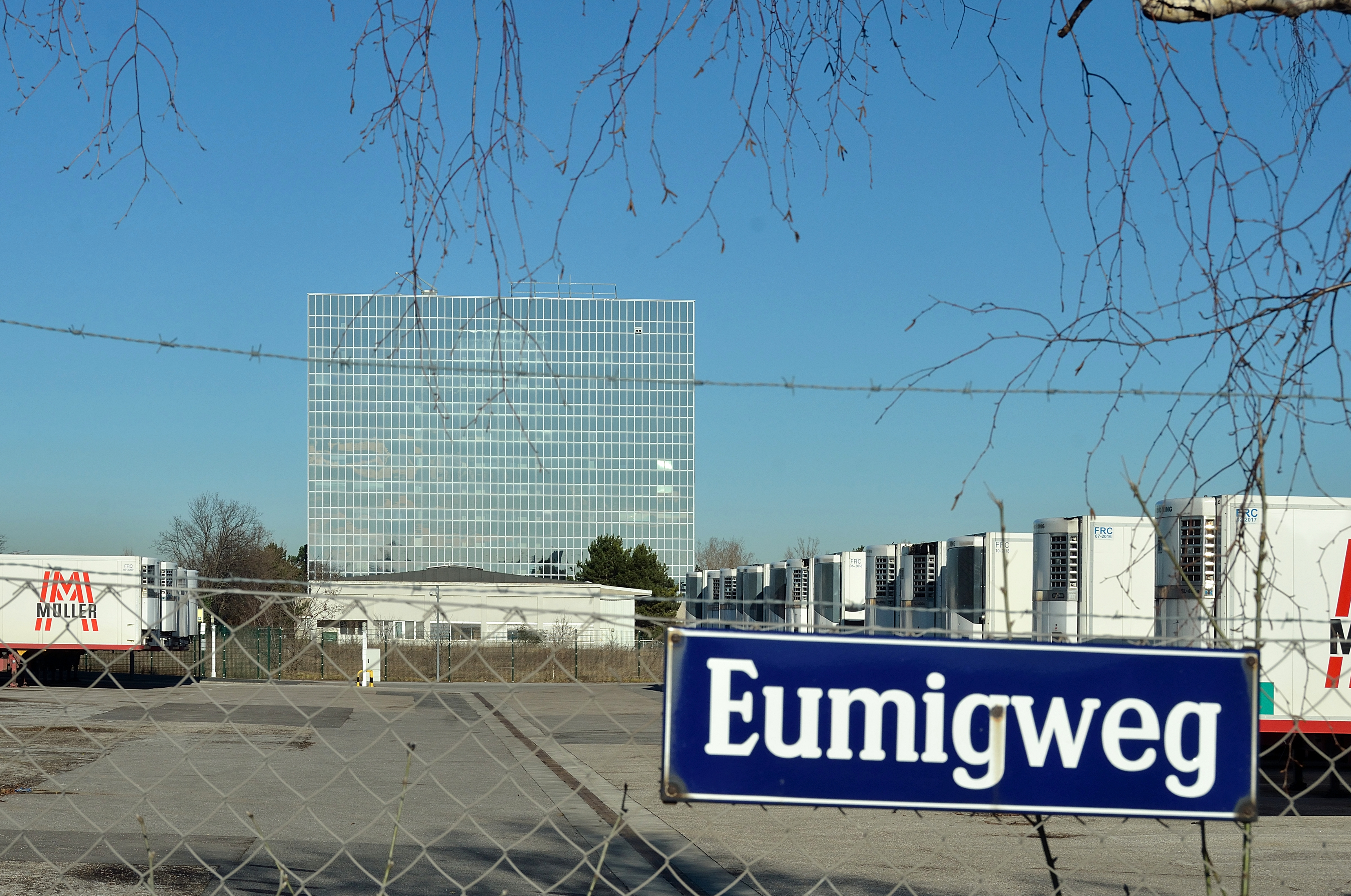
Колишній офіс Eumig

У 1974 році керівництво групи переїхало з Buchegasse у Відні до нового офісу біля заводу у Вінері-Нойдорфі.
У 1975 році Eumig була найбільшим виробником кінопроєкторів у світі (500 000 штук на рік). Eumig мала 5000 співробітників.
У 1976 році був підписаний контракт з компанією Polaroid (США) на виготовлення пристроїв для моментальної фотографії системи Polavision. Система Polavision складалася з камери, демонстраційного блоку і плівки, що постачалася в спеціальних касетах, які проявлялися одразу після експозиції і були готовими за 90 секунд.
Через два роки Eumig була змушена звільнити 1000 працівників, оскільки Polaroid відкликав замовлення на Polavision.
У 1977 році Eumig вирішила спробувати себе знову в радіо і Hi-Fi індустрії і виготовила 3-головковий касетний магнітофон «Metropolitan CCD», з вбудованим тюнером і підсилювачем «Metropolitan CC», у консольному дизайні і з повністю електронним сенсорним управлінням і оптоелектронним управлінням синхронізацією.
З 1978 року відкрилася філія у Фонсдорфі для виготовлення друкованих плат і інструментів.
У 1979 році Eumig почала розробляти портативний відеомагнітофон для системи LVR розробленої BASF.
Однак наприкінці 1979 року подальший розвиток системи LVR було припинено, оскільки її ринковий потенціал вважався занадто низьким.
У 1979 році вийшов касетний магнітофон Eumig FL-1000uP, який змінив серію Metropolitan. У нього був мікропроцесорний контролер (Mostek MK 3870), а також розроблений для Metropolitan фронтальний завантажувальний касет, що електронно контролював швидкість перемотування, значно скоротивши його час, а також він міг точно визначати позицію на плавці завдяки електронному лічильнику. Три магнітні головки були виготовлені для касет з чистого заліза. За допомогою вбудованого інтерфейсу можна було одночасно керувати шістнадцятьма магнітофонами з одного комп'ютера. FL-1000uP виграла премію Consumer Electronics Show (CES) в Чикаго (США) у 1979 році. У 1979 році Eumig випустила водонепроникну кінокамеру «Nautica» для Super-8. З нею можна було пірнати на глибину до 40 метрів.
У 1980 році Eumig мала 3000 співробітників.
У 1980 році Eumig представила дві кінокамери «Eumig Sound 125 XL» і «Eumig Sound 128 XL» для Super 8 зі звуком. Це були єдині звукові кінокамери, виготовлені Eumig.

### Раптовий кінець
У 1981 році підрозділ з розробки поверхневих електронних компонентів (SMD) був проданий Schrack. Австрійський Länderbank припинив подальше фінансування Eumig. Виробництво Hi-Hi обладнання припинилося.
У 1982 році колишнє зразкове підприємство збанкрутувало.
Будівлю «Eumig» у Вінер Нойдорф продали компанії Palmers AG, а торгову марку Eumig — люксембурзькій компанії Interbasic. Патент Eumig на макросистему в об'єктивах був проданий японській компанії Canon. Фонсдорфський завод перейшов до AT&S.
У липні 1984 року компанія NORMA Messtechnik об'єдналася з компанією OE (Optik, Elektronik & Metallwaren Industrie GmbH). OE був наступником Eumig і також був розташований у Вінер Нойдорф.
У 1985 році було завершено процедуру банкрутства Eumig.
У 1989 році німецька компанія Rothenberger GmbH, Франкфурт, придбала права на назву Eumig, компанії з виробництва фотоапаратів і аудіо- та відеосистем. Тепер вона продає системи для каналізаційного та трубного сектору під назвою eumig industrie-tv GmbH Umwelttechnik. Компанія eumig industrie-tv Gesellschaft mb H. спеціалізується на виготовленні друкованих плат з SMD елементами.

## Нагороди
- 1969: Державний приз за дизайн кінопроєктора Eumig Mark S-712
- 1973: Державний приз за дизайн кінокамери Eumig 551
- 1975/76: Державний приз за дизайн кінокамер серії 800